# Souad Massi
Souad Massi (født 23. august 1972) er en algierisk sanger.
Da Souad var en ung pige, hun var vild med musik og lærte solfege og guitar; Desuden lærte hun om forskellig verdensmusik såsom fado, flamenco osv.
Hun har lavet mange koncerter i Spanien, England og Frankrig. Hun synger på arabisk, på fransk, på spansk og på engelsk og på berbisk om forskellige temaer såsom nostalgi, kærlighed, venskab og lignende.

## Diskografi
- 2001: Raoui
- 2003: Deb[1]
- 2005: Mesk Elil
- 2007: Live acoustique
- 2010: Ô Houria
- 2015: El Mutakallimun
- 2019: Oumniya
- 2022: Sequana